# FNNニュースレポート23:30
『FNNニュースレポート23:30』（エフエヌエヌニュースレポートにいさんさんまる）は、1977年4月9日から1987年3月29日までフジテレビ系列 (FNN) で放送されていた土曜・日曜の深夜最終便のニュース番組。放送時間は毎週土曜・日曜 23:30 - 23:40。

## 概要
月曜 - 金曜 23:00 - 23:15に放送されていた『FNNニュースレポート23:00』の土曜・日曜版で、同様にフジテレビのアナウンサーたちがキャスターを務めていた。
番組は10年間にわたって放送されたが、当時のフジテレビ会長・鹿内春雄が推し進めた平日の報道番組再編の影響で1987年3月に終了。平日版と同様に『プロ野球ニュース』および『ニュース工場一本勝負!』と統合され、平日80分・土曜・日曜70分のニュースワイド『FNNニュース工場』へとリニューアルした。
1994年3月まで放送された『FNN NEWSCOM』まで日曜は全国向けのスポンサーがなかった。
『ゴールデン洋画劇場』（土曜）の時間拡大やプロ野球ナイター中継の延長などがあった場合は『FNNニュースレポート』として放送していた。場合によってはあらかじめ『23:30』を変更になった時間に差し替えて『FNNニュースレポート24:00』などのタイトルで放送した事もある。

## 歴代ニュースキャスター
- 1977.4.9 - 1980.3.30 （シフト勤務）
- 1980.4.5 - 1982.3.28 永島信道（第1期）
- 1982.4.3 - 1983.3.27 増田明男
- 1983.4.2 - 1984.4.1 永島信道（第2期）
- 1984.4.7 - 1985.3.31 長尾潤
- 1985.4.6 - 1986.3.30 陣内誠
- 1986.4.5 - 1987.3.29 永島信道（第3期）

### 備考
- 増田、永島（第2期）、長尾は『FNNニュースレポート5:30』と兼務。長尾以外は当時のフジテレビアナウンサー。
- 陣内は『FNNスーパータイム』と兼務。
- 長尾以外『FNNニュース・明日の天気』を兼務。
- 1987年1月3日・4日は永島の代役で山中秀樹が担当。『FNNスーパータイム』と兼務。山中は1988年4月2日より『DATE LINE』土曜・日曜キャスターとなる。

## 放送局
系列は番組放送当時のもの。
| 放送対象地域       | 放送局                   | 系列    | 備考                                                              |
| ------------------ | ------------------------ | ------- | ----------------------------------------------------------------- |
| 関東広域圏         | フジテレビ (CX)          | FNN     | 基幹・制作局                                                      |
| 北海道             | 北海道文化放送 (UHB→uhb) | FNN     | 『UHB（uhb）ニュースレポート23:30 FNN』とタイトルを差し替えて放送 |
| 宮城県             | 仙台放送 (OX)            | FNN     |                                                                   |
| 秋田県             | 秋田テレビ (AKT)         | FNN/ANN |                                                                   |
| 山形県             | 山形テレビ (YTS)         | FNN     | 現在はANN系列                                                     |
| 福島県             | 福島テレビ (FTV)         | FNN     | 1983年4月2日ネット開始                                            |
| 新潟県             | 新潟総合テレビ (NST)     | FNN     | 1983年10月1日ネット開始                                           |
| 長野県             | 長野放送 (NBS)           | FNN     | 『NBSニュースレポート23:30 FNN』とタイトルを差し替えて放送        |
| 静岡県             | テレビ静岡 (SUT)         | FNN     |                                                                   |
| 富山県             | 富山テレビ (T34)         | FNN     |                                                                   |
| 石川県             | 石川テレビ (ITC)         | FNN     |                                                                   |
| 福井県             | 福井テレビ (FTB)         | FNN     | 協力：中日新聞                                                    |
| 中京広域圏         | 東海テレビ (THK)         | FNN     | 『FNN東海テレニュース』とタイトルを差し替えて放送、協力：中日新聞 |
| 近畿広域圏・徳島県 | 関西テレビ (KTV)         | FNN     | 『KTVニュース』とタイトルを差し替えて放送                         |
| 島根県・鳥取県     | 山陰中央テレビ (TSK)     | FNN     |                                                                   |
| 岡山県・香川県     | 岡山放送 (OHK)           | FNN     |                                                                   |
| 広島県             | テレビ新広島 (TSS)       | FNN     |                                                                   |
| 愛媛県             | テレビ愛媛 (EBC)         | FNN     |                                                                   |
| 福岡県             | テレビ西日本 (TNC)       | FNN     | 『FNN西日本新聞ニュースレポート23:30』とタイトルを差し替えて放送  |
| 佐賀県             | サガテレビ (STS)         | FNN     |                                                                   |
| 熊本県             | テレビ熊本 (TKU)         | FNN/ANN | 1982年4月3日ネット開始                                            |
| 沖縄県             | 沖縄テレビ (OTV)         | FNN     |                                                                   |

## エピソード
- 当日に選挙や重大事件などがあった場合、本番組を放送せずに全編ローカル差し替えを行っていた地方局もある。
- 日曜版には全国枠でのスポンサーが付かなかった。この体制は『FNN NEWSCOM』まで続いたが、その後番組である『スポーツWAVE』から日曜版の全国枠にもスポンサーが付くようになった。『スポーツWAVE』からは鹿児島テレビが放送を開始した。
- エンディングではキャスターと『プロ野球ニュース』のキャスターであるみのもんた（フリーアナウンサー、文化放送元アナウンサー）が談笑する場面が平日版（俵孝太郎と佐々木信也）と同じく放映されていた。
- 1987年3月29日の番組終了まで年末年始も休みなく放送していた。

| フジテレビおよびFNN系列 週末最終版のFNNニュース | フジテレビおよびFNN系列 週末最終版のFNNニュース | フジテレビおよびFNN系列 週末最終版のFNNニュース |
| 前番組                                          | 番組名                                          | 次番組                                          |
| ----------------------------------------------- | ----------------------------------------------- | ----------------------------------------------- |
| FNNニュース最終版 （第1期）                     | FNNニュースレポート23:30                        | FNNニュース工場                                 |
| フジテレビおよびFNN系列 土曜・日曜23:30 - 23:40 |                                                 |                                                 |
| FNNニュース最終版 （第1期）                     | FNNニュースレポート23:30                        | FNNニュース工場 ※23:30 - 翌0:40                 |